# Municipio de Prairie (condado de Ashley)
El municipio de Prairie (en inglés: Prairie Township) es un municipio ubicado en el condado de Ashley en el estado estadounidense de Arkansas. En el año 2010 tenía una población de 277 habitantes y una densidad poblacional de 1,68 personas por km².

## Geografía
El municipio de Prairie se encuentra ubicado en las coordenadas 33°14′19″N 91°40′48″O / 33.23861, -91.68000. Según la Oficina del Censo de los Estados Unidos, el municipio tiene una superficie total de 165.09 km², de la cual 164,84 km² corresponden a tierra firme y (0,15 %) 0,25 km² es agua.

## Demografía
Según el censo de 2010, había 277 personas residiendo en el municipio de Prairie. La densidad de población era de 1,68 hab./km². De los 277 habitantes, el municipio de Prairie estaba compuesto por el 87 % blancos, el 7,58 % eran afroamericanos, el 0,36 % eran amerindios, el 1,08 % eran de otras razas y el 3,97 % eran de una mezcla de razas. Del total de la población el 2,17 % eran hispanos o latinos de cualquier raza.